# Scirocco (cacciatorpediniere)
Lo Scirocco è stato un cacciatorpediniere della Regia Marina.

## Storia
Nel 1937-1938 prese parte alla guerra di Spagna, scortando i mercantili che trasportavano in Spagna i volontari italiani.
Il 10 giugno 1940, all'entrata dell'Italia nella seconda guerra mondiale, formava la X Squadriglia Cacciatorpediniere insieme ai gemelli Maestrale, Grecale e Libeccio.
Durante la seconda guerra mondiale operò sia con le forze da battaglia, sia nella difesa del traffico convogliato per la Libia.
Il 2 luglio 1940 fu inviato unitamente gemelli, agli incrociatori leggeri Bande Nere e Colleoni, alla I Divisione (incrociatori pesanti Zara, Fiume e Gorizia) ed alla IX Squadriglia Cacciatorpediniere (Alfieri, Oriani, Gioberti, Carducci) per fungere da scorta indiretta ad un convoglio che stava rientrando Libia (formavano il convoglio trasporti truppe Esperia e Victoria, con la scorta delle torpediniere Procione, Orsa, Orione e Pegaso, sulla rotta Tripoli-Napoli). 
Il 6 luglio appartenne alla scorta del primo convoglio di grosse dimensioni per la Libia (denominato operazione «TCM»): partito da Napoli alle 19,45, il convoglio era composto dai trasporti truppe Esperia e Calitea (che trasportavano rispettivamente 1571 e 619 uomini) e dalle nuove motonavi merci Marco Foscarini, Vettor Pisani e Francesco Barbaro (con un carico composto in totale da 232 veicoli, 5.720 t di combustibili e lubrificanti e 10.445 t di altri materiali); oltre alle quattro unità della X Squadriglia Cacciatorpediniere, facevano parte della scorta anche gli incrociatori leggeri Bande Nere e Colleoni e la XIV Squadriglia Torpediniere (Procione, Orsa, Orione, Pegaso). Le navi arrivarono nella loro destinazione di Bengasi senza problemi, l'8 luglio.
Tornata ad Augusta, la X Squadriglia ne partì di nuovo per aggregarsi alla squadra navale che prese parte alla battaglia di Punta Stilo del 9 luglio, nella quale tuttavia questa formazione non ebbe un ruolo rilevante.
Il 27 luglio lo Scirocco e le unità gemelle partirono da Catania e si unirono alla scorta del convoglio in rotta Napoli-Tripoli durante l'operazione «Trasporto Veloce Lento» (componevano tale convoglio i mercantili Maria Eugenia, Gloriastella, Mauly, Bainsizza, Col di Lana, Francesco Barbaro e Città di Bari, con la scorta delle torpediniere Orsa, Procione, Orione e Pegaso): le unità arrivarono a destinazione senza danni il 1º agosto, scampando anche un attacco da parte del sommergibile britannico Oswald.
Il 9 agosto, insieme ai tre gemelli, posò uno sbarramento di mine nelle acque di Pantelleria.
Il 21 aprile 1941 funse da scorta indiretta, insieme al capoclasse Maestrale ed agli incrociatori leggeri Bande Nere e Cadorna, ad un convoglio di rifornimenti destinati al Deutsches Afrikakorps (mercantili Arcturus, Giulia, Leverkusen, Castellon scortati dai cacciatorpediniere Folgore, Turbine, Saetta e Strale): le navi giunsero indenni a Tripoli il 24.
L'11 maggio fu impiegato ancora nella scorta indiretta, insieme agli incrociatori leggeri Bande Nere, Cadorna, Duca degli Abruzzi e Garibaldi ed ai cacciatorpediniere Alpino, Fuciliere, Maestrale, da Recco, Pancaldo, Pessagno ed Usodimare, a un convoglio composto dai mercantili Preussen, Wachtfels, Ernesto, Tembien, Giulia e Col di Lana e scortato dai cacciatorpediniere Dardo, Aviere, Geniere, Grecale e Camicia Nera: partite da Napoli, le navi arrivarono a Tripoli il 14.
Scortò anche il convoglio «Maritza».
Il 3 giugno effettuò la posa di due campi minati a nordest di Tripoli, insieme ai cacciatorpediniere Pigafetta, da Mosto, da Verrazzano, Da Recco, Gioberti ed Usodimare ed alle Divisioni IV (incrociatori leggeri Bande Nere e Alberto di Giussano) e VII (incrociatori leggeri Eugenio di Savoia, Duca d’Aosta ed Attendolo).
Il 19 giugno si aggregò, insieme ai gemelli Maestrale e Grecale, alla scorta di un convoglio diretto a Tripoli (trasporti truppe Marco Polo, Esperia, Neptunia ed Oceania, scortati dai cacciatorpediniere Vivaldi, Da Recco, Gioberti ed Oriani e dalla vecchia torpediniera Dezza), che aveva subito un attacco, senza risultati, da parte del sommergibile HMS Unbeaten, al largo di Pantelleria: le navi giunsero a Tripoli il 20, ma quando ormai i trasporti avevano imboccato la rotta di sicurezza per il porto il sommergibile britannico Unique silurò l’Esperia, che affondò nel punto 33°03' N e 13°03' E. Lo Scirocco partecipò attivamente al recupero dei naufraghi, traendo in salvo 471 uomini.
Il 7 luglio fu nuovamente impegnato nella posa di mine nel canale di Sicilia, insieme ai cacciatorpediniere Maestrale, Grecale, Pigafetta, Pessagno, Da Recco, Da Mosto, Da Verrazzano ed alle Divisioni incrociatori IV (Bande Nere e Di Giussano) e VII (Attendolo e Duca d'Aosta).
Il 24 settembre lasciò Palermo insieme agli incrociatori leggeri Duca degli Abruzzi ed Attendolo, alla III Divisione (incrociatori pesanti Trento, Trieste e Gorizia), ai gemelli Maestrale e Grecale ed alla XII Squadriglia Cacciatorpediniere (Corazziere, Lanciere, Ascari e Carabiniere) per intercettare un convoglio britannico, ma non vi riuscì.
Alle 16 del 3 gennaio 1942 lasciò il porto di Napoli – insieme alla corazzata Duilio, agli incrociatori leggeri Garibaldi, Montecuccoli ed Attendolo ed ai cacciatorpediniere Maestrale, Gioberti, Oriani e Malocello – per fungere da scorta indiretta all'operazione «M. 43»: l'invio di tre convogli (con l'impiego in tutto dei mercantili Monginevro, Nino Bixio, Lerici, Gino Allegri, Monviso e Giulio Giordani e di una scorta diretta assicurata dai cacciatorpediniere Vivaldi, Da Recco, Usodimare, Bersagliere, Fuciliere, Freccia e dalle torpediniere Procione, Orsa, Castore, Aretusa ed Antares) dai porti di Messina, Taranto e Brindisi, tutti con destinazione Tripoli; dopo l'arrivo dei trasporti a destinazione (avvenuto il 5) lo Scirocco e le altre unità del gruppo rientrarono in porto alle 4.20 del 6 febbraio.
Il 22 gennaio fece parte della scorta indiretta dell'operazione «T. 18» (un convoglio formato dal trasporto truppe Victoria – partito da Taranto – e dai cargo Ravello, Monviso, Monginevro e Vettor Pisani – salpati da Messina –, con la scorta dei cacciatorpediniere Vivaldi, Malocello, Da Noli, Aviere, Geniere e Camicia Nera e delle torpediniere Orsa e Castore); il convoglio arrivò a Tripoli il 24, subendo però la perdita della Victoria, affondata da due attacchi di aerosiluranti.
Il 21 febbraio, durante l'operazione «K. 7», fece parte – insieme ai cacciatorpediniere Pigafetta, Pessagno, Usodimare, Maestrale ed alla torpediniera Circe – della scorta di un convoglio (motocisterna Giulio Giordani e motonavi merci Lerici e Monviso) partito da Corfù alle 13.30 e giunto poi a Tripoli.
In marzo scortò anche le motonavi Nino Bixio e Reginaldo Giuliani.
Il 16 marzo prese parte all'operazione «Sirio» fornendo scorta indiretta, insieme al gemello Grecale ed all'incrociatore leggero Duca d'Aosta, a due convogli formati dai trasporti Reichenfels, Vettor Pisani ed Assunta De Gregori (con a bordo in tutto 36 carri armati, 278 automezzi, 13.124 t di rifornimenti e 103 uomini) scortati da 5 cacciatorpediniere e due torpediniere: tutte le navi giunsero indenni in Libia.
Il 22 marzo, nella prima mattinata, salpò da Taranto, al comando del capitano di fregata Francesco Dell'Anno, per aggregarsi alle forze navali italiane impegnate nella seconda battaglia della Sirte, ma non fece in tempo a partecipare all'azione. Nelle ultime ore pomeridiane del 22 iniziò la navigazione di rientro con cattivo tempo, insieme al cacciatorpediniere Geniere; alle 20.45, tuttavia, la motrice di sinistra andò in avaria, obbligando la nave a ridurre la velocità a 14 nodi, poi tornata a 20 alle ore 23. Alle 00.07 del 23, mentre il mare diveniva sempre più tempestoso, lo Scirocco, senza ancora essere riuscito a raggiungere il resto della flotta italiana, dovette procedere ad appena 7 nodi per altri guasti. Alle 5.39 le macchine si guastarono definitivamente, lasciando lo Scirocco immobilizzato ed in balìa delle onde, finendo di traverso rispetto ad esse. Nonostante gli sforzi dell'equipaggio e l'intervento del Geniere, la nave affondò intorno alle 5.45 in posizione 35°50' N e 17°35' E (circa 150 miglia ad est di Malta). Alle 7 il Geniere comunicò di vedere lo Scirocco in difficoltà, ma si trattava di un'illusione ottica, essendo la nave già affondata da oltre un'ora.
Il 26 marzo un idrovolante impegnato nelle operazioni di soccorso individuò un canotto, ammarò nei suoi pressi e recuperò due superstiti, il sergente nocchiere  Michele Perugini ed il marinaio Domenico Frisenda, ad un'ottantina di miglia dal punto dell'affondamento: si trattava degli unici sopravvissuti su un equipaggio di 236 uomini.
Alla memoria del comandante Dell'Anno, precedentemente distintosi al comando del cacciatorpediniere Alvise da Mosto, fu conferita la Medaglia d'oro al valor militare.
Lo Scirocco aveva svolto in tutto 96 missioni di guerra (13 con le forze navali, 4 di posa di mine, una di caccia antisommergibile, 2 di trasporto, 14 di scorta convogli, 16 addestrative e 46 di trasferimento o di altro tipo), percorrendo 33.906 miglia e trascorrendo 109 giorni ai lavori.

### Comandanti
Capitano di fregata Francesco Gatteschi (nato a San Miniato il 3 luglio 1901) (10 giugno 1940 - febbraio 1941)
Capitano di fregata Domenico Emiliani (nato a Montefalco il 13 giugno 1900) (febbraio 1941 - gennaio 1942)
Capitano di fregata Francesco Dell'Anno (nato a Taranto il 16 ottobre 1902) (+) (gennaio - 23 marzo 1942)